# Azorerne
Azorerne eller Acorerne (portugisisk: Açores) er en portugisisk øgruppe i Atlanterhavet, ca. 1.500 km fra Lissabon og ca. 3.900 km fra Nordamerikas østkyst. Området er en autonom region under Portugal.
De ni øer, som udgør Azorerne, er spredt ud over et område på mere end 600 km i diameter. Alle øerne er af vulkansk oprindelse. Øernes højeste punkt, vulkanen Montanha do Pico som er 2.351 m. høj, er samtidig Portugals højeste bjerg.
De ni øer er São Miguel, Terceira, Santa Maria, Faial, Pico, Graciosa, São Jorge, Flores og Corvo. Den største by er Ponta Delgada på São Miguel med ca. 68.000 indbyggere. Der findes fire andre større byer, Ribeira Grande på São Miguel, Angro do Heroismo og Praia de Vitoria på Terceira og Horta på Faial. De ni øer har i alt ca. 245.000 indbyggere.
De vigtigste erhverv er landbrug, kvæghold, fiskeri og turisme. Indtil 1984, hvor den sidste hvalfabrik i Sao Roche på Pico lukkede var hvalfangst efter kaskelotter også vigtigt for Azorerne. USA har en militærbase på Terceira. Azorerne har eget parlament og lokalregering.

## Historie
Øerne var kendt på forskellige kort i det 14. århundrede. I 1427 blev Azorerne genopdaget af en af Henrik Søfareren's kaptajner. Det menes, at det var Gonçalo Velho, men det kan ikke dokumenteres.
Koloniseringen af de hidtil ubeboede øer begyndte i 1439 med immigranter fra Algarve og Alentejo. De første immigranter gik i land i Povoacao på São Miguel, som også blev øernes første hovedstad. Hovedstaden flyttede sidenhen til Ponta Delgada.
Azorerne fik strategisk vigtig betydning for portugiserne i forbindelse med koloniseringen af de amerikanske kontinent og handelen mellem Europa og Amerika i 1600 og 1700-tallet. Azorerne viste sig, at være det naturlige sted at stoppe op, når Atlanterhavet skulle krydses. Dengang var havene omkring Azorerne hærget af pirater.
Fra 1836 til 1976 var øgruppen delt i tre distrikter. Opdelingen var ikke geografisk betinget, men tog udgangspunkt i de tre største byer.
- Angra bestod af Terceira, São Jorge og Graciosa med hovedstaden Angra de Heroismo på Terceira.
- Horta bestod af Pico, Faial, Flores og Corvo med hovedstaden Horta på Faial.
- Ponta Delgada bestod af São Miguel og Santa Maria, med hovedstaden Ponta Delgada på São Miguel.

I 1943, under 2. verdenskrig, gav den portugisiske diktator António de Oliveira Salazar briterne adgang til baser på Azorerne. Det var en ændring af den hidtidige politik, hvor kun tyske ubåde og skibe havde fået lov til at tanke. Denne ændring var en stor hjælp for de allierede, som nu havde lettere ved at jage tyske ubåde og beskytte konvojer.
I 1944 etablerede USA en mindre lufthavn på Santa Maria. Den fungerede kun i kort tid. I 1945 blev der i stedet på Terceira etableret en ny base, som stadig er i drift. Basen blev under den kolde krig brugt til at patruljere Atlanterhavet, og under Golfkrigen i 1991 blev den brugt til mellemlanding og optankning af fly på vej til Mellemøsten. Lufthavnen fungerede i mange år også for den kommercielle lufttrafik mellem Europa og USA
I 1957 medførte et stort vulkanudbrud i havet vest for Faial (Caphelinhos) en stor udvandring fra Azorerne til Europa, Brasilien og Nordamerika.
I 1976 fik Azorerne status som autonom region (Região Autónoma dos Açores), og inddelingen i distrikter, som er nævnt ovenfor, ophævedes.
Hvalfangsten efter kaskelotter var gennem ca. 150 år af væsentlig betydning for øernes økonomi. Teknikken var importeret fra amerikanske hvalfangere fra Boston og Nantucket, der ofte lagde ind på Azorerne på deres hvalfangertogter ned gennem Atlanterhavet. Fangsten foregik indtil det sidste fra kysten med håndharpun fra små, åbne robåde. Hvalerne blev bearbejdet på fabrikker på land. Den sidste fabrik i Sao Roche på Pico lukkede i 1984 og er i dag indrettet som museum.

## Etniske grupper
Størstedelen af indbyggerne er portugisiske efterkommere af indvandrere fra Algarve (sydlige Portugal), Minho (nordlige Portugal). En mindre del kom fra Flandern i Nederlandene.

## Turisme
Indtil år 2000 fandtes ingen egentlig masseturisme. Siden er turismen vokset frem, blandt andet fordi flere skandinaviske rejsebureauer har optaget Azorerne som rejsemål i deres program. Næsten alle turister holder til på São Miguel i området omkring Ponta Delgada. De største grupper af turister er portugisere og skandinaver. Desuden anløber mange krydstogtskibe Azorerne.
Populære attraktioner på São Miguel er bl.a.:
- Den botaniske have, Terra Nostraparken, som ligger i Furnas vulkankrateret.
- De varme kilder i Furnas vulkankrateret.
- Udsigtspunktet Vista do Rei på kanten af Sete Cidades vulkankrateret.
- Vulkankratersøen Lagoa da Fogo, på dansk "Ildsøen"
- Hval- og delfinsafari ud for kysterne.

Der afholdes også omkring 250 tyreløb på Azorerne fra maj til oktober.

## Trafik
Azorernes flyselskab hedder SATA Internacional. Det flyver mellem de fleste øer, samt direkte fra São Miguel til Lissabon og til enkelte destinationer i Nordamerika.
Det er muligt at sejle mellem flere af øerne.

## Sprog
Der tales portugisisk med en udtalt accent. En del taler engelsk eller fransk.

## Helligdage
1. januar, 2. april, 4. april, 25. april, 1. maj, 24. maj, 10 juni, 15. august, 5. oktober, 1. november, 1. december, 8. december, 25. december
Derudover fejres en del lokale helligdage.

## Mad og drikke
Fiskeretter, kødretter og søde desserter er populære. Retterne er efter danske forhold ikke særlig krydrede. Der produceres flere slags likør. Desuden dyrkes der mange grøntsager, ligesom der findes teplantager, vinproduktion og bryggerier.
Cozido er en traditionel gryderet, som består af oksekød, svinekød, kylling, krydderpølser, blodpølse, kål, gulerødder og kartofler. Retten færdiglaves ved at man sætter gryden ned i et hul i jorden, og lader den vulkanske varme sørge for tilberedningen, som tager flere timer.

## Flora og Fauna
Alle de azoriske øer har en rig og varieret flora og fauna. En del fugle-, blomster- og plantearter findes kun på Azorerne. I havet findes en lang række hvaler og delfiner. Kaskelothvaler, næbhvaler og flere forskellige delfinarter kan ses året rundt, mens blåhvaler og finhvaler kan ses om foråret på deres årlige vandring fra troperne til Nordatlanten.
Azalea, Hortensia, Kamelia, Cedertræer og Akacier er fremherskende plantearter, men der findes over 50 arter, som er sjældne og kun vokser på Azorerne.

## Kuriositeter
Mange sejlere, der krydser Atlanterhavet, har tradition for at besøge den samme lille café (Peters Cafe Sport) i Horta på Faial.
Mange har hørt om Azorerne fra vejudsigterne på tv, da højtryk over Azorerne ofte medfører godt vejr i Danmark.